# Гнездиловские (князья)
Гнездиловские  —   русский княжеский род, Рюриковичи, неустановленного происхождения (от князей Крошинских или Барятинских).

## История рода
Владели поместьями в Смоленском крае, которые принадлежали в конце XV века князьям Одоевским и Воротынским.
Князь Александр Иванович упоминается в духовной грамоте великого князя Ивана III Васильевича (1504), ему принадлежали волости в Серпейском уезде, наместник в Романове (апрель 1550). Князь Семён Александрович служил по Романову и написан в Дворовой тетради среди "Литвы дворовой" по Романову (за 1537), послух в купчей (1550/51), губной староста по Пешехони и Романову (1563-1564). Князь Борис Александрович убит во время 2-го Казанского похода (февраль 1550), его имя записано в синодики: Успенского Кремлёвского собора и Софийского Новгородского собора на вечное поминовение. Сын боярский, князь Кирилл Гнездиловский инок..